# Franz Mosthav
Franz Mosthav (* 13. Juni 1916 in Oedheim; † 19. Juli 2000 in München; gebürtig Franz Alfons Mosthaf) war ein deutscher Schauspieler, Theaterregisseur und Theaterintendant.

## Leben
Er besuchte 1937/38 die Schauspielschule von Elisabeth Huch und 1938/39 die Staatliche Schauspielschule München. Als Gasthörer studierte er gleichzeitig vier Semester an der Universität München.
Mosthav begann seine Theaterlaufbahn 1939 am Bayerischen Staatsschauspiel, dessen Ensemble er bis 1943 angehörte. Er war dort auch als Regieassistent tätig. 1943 wechselte er an das Stadttheater Klagenfurt, wo er bis zur Theaterschließung 1944 arbeitete.
Die Nachkriegszeit begann er 1945 an den Städtischen Bühnen Graz, gleichzeitig fungierte er als Leiter des Steyrischen Kulturwerks. Von 1946 bis 1949 stand er am Nationaltheater Mannheim auf der Bühne. 1949 gründete er die Unterländer Volksbühne in Bruchsal, die seit 1954 den Namen Badische Landesbühne führt. Bis 1964 leitete er sie als Intendant.
Mosthav spielte in Mannheim und Bruchsal vor allem in den Klassikern von William Shakespeare, Friedrich Schiller, Johann Wolfgang von Goethe, Friedrich Hebbel, Molière und Gerhart Hauptmann, aber auch als Klapproth in Pension Schöller. Regelmäßig führte er dabei selbst Regie.
Gastspiele als Schauspieler führten ihn unter anderem zu den Bad Hersfelder Festspielen, an das Schlosstheater Celle und an die Münchner Kammerspiele. Er wirkte in mehreren Spielfilmen und vielen Fernsehproduktionen mit. Besonders bekannt wurde er durch den populären Dreiteiler Die Gentlemen bitten zur Kasse als Gangster Alfred Frost.

## Filmografie
- 1964: Das Kriminalmuseum: Der Füllfederhalter
- 1964: Die Zeit der Schuldlosen
- 1964: Hafenpolizei: Der Heuler
- 1965: Alarm in den Bergen: Ein Toter als Zeuge
- 1965: Kommissar Freytag: Frau Tanners Testament
- 1965: Gestatten, mein Name ist Cox: Das Collier
- 1966: Die Gentlemen bitten zur Kasse (Mehrteiler)
- 1967: Jim Valentines großer Coup
- 1967: Kommissar Brahm: Silo III
- 1968: Sherlock Holmes: Das Haus bei den Blutbuchen
- 1969: Engelchen macht weiter – hoppe, hoppe Reiter
- 1971: Haie an Bord
- 1972: Geheimagenten
- 1972: Fußballtrainer Wulff (Serie)
- 1972: Alexander Zwo (Serie)
- 1973: Die Powenzbande (Mehrteiler)
- 1973: Unser Dorf (Serie)
- 1973: Mordkommission: Gesellschaftsspiel
- 1974: Hau drauf, Kleiner
- 1974: Les faucheurs de marguerites (Mehrteiler)
- 1974: 67 Tage – Die Republik von Uzice (Uzicka Republika)
- 1974: Tatort: Gift
- 1974: Der Herr Kottnik (Serie, mehrere Folgen)
- 1976: Der Stumme
- 1976: Das Brot des Bäckers
- 1976: Herr S. kommt nicht zum Zuge
- 1976: Der Winter, der ein Sommer war (Mehrteiler)
- 1978: Grüß Gott, ich komm von drüben
- 1979: Die Überführung
- 1979: Das tausendunderste Jahr
- 1987: Hatschipuh
- 1988: Derrick: Da läuft eine Riesensache